# Joni Liljeblad
Joni Liljeblad (* 17. September 1989 in Oulu) ist ein ehemaliger finnischer Eishockeyspieler, der bei Kärpät Oulu in der SM-liiga sowie Hokki Kajaani und Kiekko-Laser in der Mestis aktiv war. Seit 2011 spielt er bei Kiruna IF in der Hockeyettan.

## Karriere
Joni Liljeblad spielte bereits im Nachwuchsbereich für Kärpät Oulu, bei denen er vor der Saison 2008/09 einen Vertrag für deren Profiteam aus der SM-liiga erhielt. Um Spielpraxis zu sammeln, wurde der Verteidiger anschließend an Hokki Kajaani aus der Mestis, der zweithöchsten Eishockeyliga Finnlands, ausgeliehen. Parallel dazu absolvierte er einige Spiele für die finnische U20-Eishockeynationalmannschaft, die als Gastmannschaft am Spielbetrieb der Mestis teilnahm. In der Saison 2010/11 kam er auf insgesamt 21 Spiele für Kärpät, hinzu kamen 29 Mestis-Partien für Kiekko-Laser, einem weiteren Eishockeyklub aus Oulu.
Seit 2011 spielt Liljeblad bei Kiruna IF in der Hockeyettan und gehört dort regelmäßig zu den offensivstärksten Verteidigern. Zudem ist er seit 2014 Mannschaftskapitän bei KIF.

### International
Für Finnland nahm Liljeblad an der U18-Junioren-Weltmeisterschaft 2007 teil.

## Karrierestatistik

### International
(Legende zur Spielerstatistik: Sp oder GP = absolvierte Spiele; T oder G = erzielte Tore; V oder A = erzielte Assists; Pkt oder Pts = erzielte Scorerpunkte; SM oder PIM = erhaltene Strafminuten; +/− = Plus/Minus-Bilanz; PP = erzielte Überzahltore; SH = erzielte Unterzahltore; GW = erzielte Siegtore; 1 Play-downs/Relegation; Kursiv: Statistik nicht vollständig)